# 日詳
日詳（にっしょう、天和元年（1681年） - 享保19年8月25日（1734年9月22日））は、大石寺第28世法主。

## 略歴
- 1681年（天和元年）、出雲松江に誕生。
- 1696年（元禄9年）12月16日、父恵光浄智卒。
- 1718年（享保3年）10月8日、母妙融日解卒。
- 1726年（享保11年）5月26日、26世日寛より法の付嘱を受け、28世日詳として登座。9月19日、大坊に入る。
- 1727年（享保12年）3月5日、末寺建立を金沢藩江戸屋敷に出願。3月7日、日詳の末寺建立願却下さる。6月12日、日詳大石寺常唱堂開眼供養を修す。8月8日、日詳、日寛発願の大石寺常唱堂を完成す。
- 1728年（享保13年）12月8日、日詳上総広瀬本城寺草創記を誌す。
- 1731年（享保16年）8月7日〜17日、日蓮大聖人第450遠忌を修す。8月上旬、大石寺西大塔造立。
- 1732年（享保17年）9月19日、法を日東に付し石之坊に移る。大石寺西大塔に興目二祖の塔を造立。
- 1734年（享保19年）8月25日、54歳にて死去した。

| 先代 日寛 | 大石寺住職一覧 | 次代 日東 |